# Bruno Weigl
Bruno Weigl (16. června 1881 Brno – 25. září 1938 tamtéž) byl moravský hudební vědec a skladatel

## Život
Vystudoval Vysokou školu technickou v Brně. Absolvoval v roce 1904 a až do roku 1924 pracoval ve státních službách. Vedle toho studoval na hudební škole Brünner Musikvereinu hru na klavír u Richarda Wickenhausera a kompozici u profesorů Otto Kitzlera a Rodericha Mojsisovicse.
V roce 1907 se oženil s Růženou Soltzovou. Rozvedl se v roce 1924 a ještě téhož roku se oženil znovu s Ludmilou Friedlovou. V tomto roce také ukončil všechny své mimohudební aktivity a zcela se věnoval kompozici a hudební teorii. Publikoval rozsáhlou učebnici harmonie a zabýval se systematickým soupisem violoncellové a varhanní literatury. Jeho hudební dílo vychází z tvorby impresionistů. Věnoval se i práci organizační. Podílel se na pořádání soukromých hudebních večerů a po roce 1918 i na činnosti Deutsche Gesellschaft für Wissenschaft und Kunst in Brünn

## Dílo (výběr)

### Hudební díla
- Mandragola (opera, 1912, Brno)
- The Watchman's Report (písně, text Sir John Bowring)
- Schmieds Schmerz (písně, text Otto Julius Bierbaum)
- Drei Abendstimmungsbilder für grosses Orchester

### Muzikovědná díla
- Harmonielehre. Band 1: Die Lehre von der Harmonik der diatonischen, der ganzton. und der chromatischen Tonreihe. 1925, Mainz: B. Schott's Söhne
- Harmonielehre. Band 2: Musterbeispiele zur Lehre von der Harmonik. 1925, Mainz: B. Schott's Söhne
- Handbuch der Violoncell-Literatur: Systematisch geordnetes Verzeichnis der Solo- und instruktiven Werke für den Violoncell / Zusammengestellt, mit kritischen Erläuterungen und Angabe der Schwierigkeitsgrade versehen. 1929, Wien: Universal-Edition
- Handbuch der Orgelliteratur: Systematisch geordnetes Verzeichnis der Solokompositionen und instruktiven Werke für Orgel. – Zusammengestellt, mit kritischen Erläuterungen und Angaben der Schwierigkeitsgrade versehen. Vollständige Umarbeitung des Führers durch die Orgelliteratur. 1931, Leipzig: Leuckart
- Dittersdorf als Sinfoniker (Musikalische Wochenblatt, 1908, s. 282)